# Marcus Schiffer
Marcus Schiffer (Keulen, 28 juli 1987) is een voormalig Duits motorcrosser.

## Carrière
Schiffer was zowel in 2007 als in 2012 winnaar van de ADAC MX Masters.
Hij was in 2012 winnaar van de Motorcross der Naties 2012 samen met Ken Roczen en Max Nagl. Het was de eerste maal dat Duitsland de Motorcross der Naties kon winnen.
Na een val in 2014 moest hij zijn carrière beëindigen.
In 2016 werd hij hoofdtrainer van het Duitse nationale motorcrossteam.

## Verdiensten
- 2007 - 9de WK MX2, 1ste ADAC MX Masters
- 2008 - 16de WK MX1
- 2009 - 14de WK MX2
- 2010 - 3de MXDN
- 2011 - 20ste WK MX1, 7de MXDN
- 2012 - 1ste MXDN, 1ste ADAC MX Masters